# Texaco/Havoline 200 1993
Texaco/Havoline 200 1993 var ett race som var den toflte deltävlingen i PPG IndyCar World Series 1993. Racet kördes den 22 augusti på Road America. Paul Tracy tog sin fjärde seger för säsongen, och räddade sig kvar i kampen om mästerskapstiteln. Trots Tracys dominans i mängder av 1993 års tävlingar, så var det Nigel Mansell som hade ett stadigt grepp om titeln. Med en andraplats på Road America kunde han utöka ledningen till totaltvåan och tävlingens femma Emerson Fittipaldi. Bobby Rahal slutade trea i racet, men hans chanser att försvara sin titel från 1992 var obefintliga.

## Slutresultat
| Plats | Förare             | Team                     | Grid |
| ----- | ------------------ | ------------------------ | ---- |
| 1     | Paul Tracy         | Marlboro Team Penske     | 1    |
| 2     | Nigel Mansell      | Newman/Haas Racing       | 2    |
| 3     | Bobby Rahal        | Rahal-Hogan Racing       | 10   |
| 4     | Raul Boesel        | Dick Simon Racing        | 4    |
| 5     | Emerson Fittipaldi | Marlboro Team Penske     | 5    |
| 6     | Eddie Cheever      | Dick Simon Racing        | 15   |
| 7     | Scott Brayton      | Dick Simon Racing        | 13   |
| 8     | Teo Fabi           | Hall/VDS Racing          | 16   |
| 9     | Arie Luyendyk      | Chip Ganassi Racing      | 11   |
| 10    | Scott Goodyear     | Walker Racing            | 7    |
| 11    | Christian Danner   | Euromotorsport           | 14   |
| 12    | Willy T. Ribbs     | Walker Racing            | 22   |
| 13    | Hiro Matsushita    | Walker Racing            | 21   |
| 14    | Buddy Lazier       | Leader Cards Racing      | 28   |
| 15    | Mario Andretti     | Newman/Haas Racing       | 3    |
| 16    | Olivier Grouillard | Indy Regency Racing      | 25   |
| 17    | Ross Bentley       | Dale Coyne Racing        | 27   |
| 18    | Mike Groff         | Rahal-Hogan Racing       | 18   |
| 19    | Robby Gordon       | A.J. Foyt Enterprises    | 8    |
| 20    | Robbie Buhl        | Dale Coyne Racing        | 23   |
| 21    | Stefan Johansson   | Bettenhausen Motorsports | 17   |
| 22    | Brian Till         | Turley Motorsports       | 20   |
| 23    | Roberto Guerrero   | Budweiser King Racing    | 12   |
| 24    | Mark Smith         | Arciero Racing           | 9    |
| 25    | Al Unser Jr.       | Galles Racing            | 6    |
| 26    | Danny Sullivan     | Galles Racing            | 19   |
| 27    | Jeff Wood          | Euromotorsport           | 29   |
| 28    | Marco Greco        | Sovereign Racing         | 26   |
| 29    | Adrián Fernández   | Galles Racing            | 24   |